# Oncidium oviedomotae
Oncidium oviedomotae är en orkidéart som beskrevs av Eric Hágsater. Oncidium oviedomotae ingår i släktet Oncidium och familjen orkidéer. Inga underarter finns listade i Catalogue of Life.